# WC Net
WC Net è un marchio italiano di articoli per l'igiene della casa prodotti dalla Bolton Manitoba S.p.A. di Milano, controllata dalla multinazionale Bolton Group.

## Storia
WC Net nacque nel 1967 come marchio di un prodotto in polvere, specifico per la pulizia del water, creato e commercializzato dalla Manitoba Paper Italia S.p.A. di Melzo, in provincia di Milano, azienda chimica e cartaria controllata dalla statunitense Kimberly-Clark.
Nel 1972 fu lanciato il WC NET Disincrostante, pulitore gel che sancì il successo commerciale del marchio. Nei decenni successivi furono lanciati altri tipi di prodotti, subito noti al pubblico, non più limitati alla pulizia del water, ma pure a quelle delle sue tubature e delle fosse biologiche (WC NET Fosse Biologiche nel 1994, WC NET Scarichi Domestici nel 1997).
Nel 1982, WC Net assieme agli altri marchi della Manitoba Paper Italia, passarono sotto il controllo della multinazionale Bolton Group.

## Generalità e dati
WC Net è un marchio di detergenti, spray, candeggine e polveri per la pulizia e l'igiene del water, prodotti dalla Bolton Manitoba S.p.A. - azienda facente capo alla multinazionale Bolton Group di Milano - nello stabilimento di Nova Milanese.
Nel settore dei prodotti per la pulizia del bagno, Wc Net risulta essere leader di mercato in Italia, ed uno dei più conosciuti e preferiti dai consumatori.